# Конкурентоспроможність країни
Конкурентоспроможність країни — це сукупність властивостей, притаманних національній економіці, які визначають здатність країни конкурувати з іншими країнами. Рівень конкурентоспроможності країни визначається за різними методиками. Провідними міжнародними організаціями, які займаються ранжуванням країн за рівнем конкурентоспроможності є Світовий економічний форум (World Economic Forum) та Інститут розвитку менеджменту (The International Institute for Management Development (IMD)).
Конкурентоспроможність - одна з найскладніших економічних категорій, яку необхідно розглядати на декількох рівнях:
■ конкурентоспроможність товару;
■ конкурентоспроможність товаровиробника (корпорації або фірми);
■ галузева конкурентоспроможність;
■ конкурентоспроможність країн.
Між усіма цими рівнями конкурентоспроможності існує певна залежність, яка полягає в тому, що державна і галузева конкурентоспроможність в остаточному підсумку визначаються здатністю конкретного товаровиробника випускати конкурентноздатний товар. Під конкурентоспроможністю товару розуміється комплекс споживчих, цінових і якісних характеристик товару, що визначають його успіх як на внутрішньому, так і на зовнішньому ринку. Конкурентоспроможність товару можна визначити тільки в порівнянні з товарами-аналогами.
Концепція здобула популярність в останні десятиліття XX ст.
Найбільш широке визначення було надане Комісією промисловості при Президентові США. Міжнародна конкурентоспроможність країни — це ступінь можливості країни при умовах вільного і справедливого ринку виготовляти товари і послуги, які відповідають вимогам світових ринків при одночасному зберіганні чи підвищенні доходів своїх громадян.

## Щорічник міжнародної конкурентоспроможності
Після 1996 року Інститут менеджменту і розвитку розпочав публікацію власного Щорічника міжнародної конкурентоспроможності. Щорічник світової конкурентоспроможност враховує різні сфери національного політико-економічного середовища. Щорічник визначає вісім основних факторів:
- національна економіка;
- інтернаціоналізація;
- уряд;
- фінанси;
- інфраструктура;
- наука і технології;
- менеджмент;
- людські ресурси.

Ці фактори розподіляються на 250 різноманітних критеріїв, які представляють результат вивчення 40 000 статистичних даних за п'ятирічний період.
Вони об'єднують такі вимірювані показники конкурентоспроможності як ВНП, рівень інфляції, кількість патентів і т.д. і такі аспекти як освіта, система суспільних цінностей тощо. Щорічник світової конкурентоспроможності та Доклад з глобальної конкурентоспроможності визначають конкурентоспроможність у відповідності з неоліберальними теоріями економічного розвитку. Чим більш відкриті ринки країни, тим вищий рейтинг її конкурентоспроможності.

## Концепція М. Портера про "Конкурентні переваги нації"
М. Портер у своїй книзі "Конкурентні переваги нації" (1990) представляє каталог факторів, які визначають міжнародну конкурентоспроможність. Фактори розподілені на чотири великі групи, які формують конкурентоспроможність країни.
1. Умови факторів виробництва. Позиції нації щодо таких факторів виробництва, як наприклад, кваліфікована праця, інфраструктура, які необхідні для можливості конкурувати у певній галузі;
2. Умови попиту. Природа внутрішнього попиту на продукцію чи послуги тієї чи іншої галузі;
3. Супутні і підтримуючі галузі. Наявність або відсутність супутніх галузей, або галузей, які постачають, які також конкурентоспроможні на зовнішніх ринках;
4. Стратегія, структура і конкуренція компаній. Умови конкурентного середовища, яке створене державою, у якому компанії створюються, організовуються, управляються і конкурують на внутрішньому ринку.

Згідно з теорією Портера, два додаткових фактори грають важливу роль в національній системі конкурентних переваг: випадковість і уряд. 
- Випадкові події, такі як, значні винаходи, прогрес у фундаментальних технологіях, війни, розвиток світової політики, великі зміни у попиті на зовнішніх ринках, здійснювали і здійснюють вплив на зміни у конкурентних перевагах тієї чи іншої галузі і на усю економіку в цілому.

- Основна роль уряду у конкурентних перевагах нації в тому, щоб впливати на чотири основних групи факторів, хоча його роль досить обмежена.

Умови факторів виробництва розподіляються на категорії:
1. Забезпеченість факторами виробництва (людські ресурси, фізичні ресурси, ресурси знань, ресурси капіталу і інфраструктури);
2. Ієрархія між факторами виробництва (базові фактори: природні ресурси, географічне положення, некваліфікована праця і т.п. чи фактори: інформаційна інфраструктура сучасних цифрових баз даних, система дослідницьких інститутів і т.п.);
3. Створення факторів виробництва (інвестиції, фундаментальні дослідження, система освіти, співробітництво і координація між суспільним та приватним секторами в іноваційному процесі);
4. Окремі недоліки факторів виробництва (недоліки базових факторів, наприклад: недолік робочої сили, нестача внутрішніх сировини і матеріалів, суворий клімат, які створюють перешкоди для інноваціних процесів).

## Україна в рейтингу глобальної конкурентоспроможності
Україна в 2018 році посіла 83 місце зі 140 в рейтингу глобальної конкурентоспроможності економіки, піднявшись на шість сходинок в порівнянні з 2017 роком. Про це йдеться в звіті Global Competitiveness Index, випущеним Всесвітнім економічним форумом спільно з Євразійським інститутом конкурентоспроможності та консалтинговою компанією Strategy Partners.
Згідно з рейтингом, за рівнем державних інститутів Україна знаходиться на 110 місці, за інфраструктурою - на 57 місці, за рівнем адаптації технологій - 77 місце.
Макроекономічна стабільність України на 131 місці, рівень охорони здоров'я - 94 місце, рівень освіти - 46 місце, ринок товарів - 73 місце.
Ринок праці України оцінений 66 місцем, фінансова система - 117 місце, обсяг ринку - 47 місце, динаміка бізнесу - 86 місце, здатність до інновацій - 58 місце.
Найбільше балів Україна отримала за такими компонентами як «Навички» (45-те місце), «Розмір ринку» (47-ме місце) «Інфраструктура» (57-ме місце),  та «Інноваційна спроможність» (58-ме місце).  За  індикатором «рівень електрифікації» Україні вдалось зайняти  перше місце. Перше місце Україна поділила з 66 учасниками рейтингу.
Найменше балів Україна  отримала за компонентами: «Макроекономічна стабільність» (131-е місце), «Фінансова система» (117-те місце) та «Інституції» (110-те місце).